# 荆棘冠冕 (范戴克)
《荆棘冠冕》是安东尼·范戴克的一幅布面油画，绘制于1618年－1620年，当时他20岁，住在安特卫普，是彼得·保罗·鲁本斯的工作室助手和学生。这幅画显示了鲁本斯在色彩、明暗对比和描绘高度逼真的肌肉方面的影响。这幅画对耶稣面容的描绘，也显示出提香和其他威尼斯画家影响，所以可能是在意大利逗留期间完成。
范戴克将这幅画献给鲁本斯，但遭到拒绝。后来西班牙的费利佩四世买下了这幅画，保存在埃斯科里亚尔修道院，1839年进入普拉多博物馆。